# Sebastian Kräuter
Sebastian Kräuter, egyes magyar forrásokban Kräuter Sebestyén (Niczkyfalva, 1922. december 22. – Temesvár, 2008. január 29.) temesvári püspök.

## Pályafutása
Filozófiai és teológiai tanulmányait a temesvári papi szemináriumban végezte. Pacha Ágoston megyés püspök szentelte pappá Temesváron 1946. június 2-án. Könnyen és jól beszélt magyarul.
Ezt követően a temesgyarmati plébánián segédlelkészként tevékenykedett. Kernweiss Konrád akkori ordinárius 1964. április 1-jén ugyanott plébánossá nevezte ki. A temesi esperesi kerület espereseként és zsinati vizsgálóként több éven keresztül állt az egyházmegye szolgálatában.

### Püspöki pályafutása
II. János Pál pápa 1983. október 7-én „ad nutum Sanctae Sedis” ordináriussá, 1990. március 14-én pedig a Temesvári egyházmegye püspökévé nevezte ki. 1990. április 28-án szentelték fel a temesvári Szent György-székesegyházban. 1999. augusztus 28-án vonult nyugalomba, ezt követően a temesvári papi otthonban élt.
A Temesvári székesegyház kriptájában helyezték nyugalomra.